# Плохой день для рыбалки
«Плохой день для рыбалки» (исп. Mal día Para Pescar) — совместный испанско-уругвайский фильм режиссёра Альваро Брехнера, снятый в 2009 году по рассказу уругвайского писателя Хуана Карлоса Онетти.

## Сюжет
Бывший сильнейший человек на Земле (Якоб ван Оппен) и его агент, называющий себя Принц Орсини, путешествуют по маленьким городам латиноамериканской страны и устраивают бои без правил. Приехав в Санта-Марию, дело идёт как обычно. Орсини знает как найти «подходящего» соперника, но его смущает «рыба покрупнее». Но он не единственный знает секрет.

## В ролях
- Гари Пикер — Принц Орсини
- Йоуко Ахола — Якоб ван Оппен
- Антонелла Коста — Адриана
- Сесар Тронкосо — Хебер
- Роберто Паков — Турок
- Бруно Альдекосеа — Диас Грей

## Критика
Фильм получил множество номинаций и несколько призов на фестивалях и был официально номинирован на Оскар от Уругвая.